# Great Stirrup Cay
El Great Stirrup Cay es una pequeña isla que forma parte de las Islas Berry en las Bahamas. Norwegian Cruise Line compró la isla de la Belcher Oil Company en 1977 empresa que la desarrolló como una isla privada para sus pasajeros de cruceros.
La parte norte de la isla tiene una playa de arena rodeada de rocas con zonas de buceo. La parte sur cuenta con una pista de aterrizaje de helicópteros, una amplia zona sin vegetación, y numerosos bloques de hormigón.